# Gina (Vorname)
Gina ist ein weiblicher Vorname.

## Herkunft und Bedeutung
1. Kurzform von Regina[2] – aus dem Lateinischen, bedeutet übersetzt so viel wie „die Königin“.
2. Kurzform von Luigina[3] bzw. weibliche Form des männlichen Vornamens Gino[2]
3. Kurzform von Georgina[3]

## Namensträgerinnen
- Gina Akpe-Moses (* 1999), irische Sprinterin nigerianischer Herkunft
- Gina Albert, geboren als Sigrid Astrath (* 1938), deutsche Filmschauspielerin
- Gina Amendola (1896–1968), italienische Schauspielerin
- Gina Babicky (* 1993), österreichische Fußballspielerin
- Gina Bachauer (1913–1976), griechische Pianistin
- Gina Bellman (* 1966), britische Schauspielerin
- Gina-Maria Bethke (* 1997), deutsche Westernreiterin
- Gina Bovaird (* 1949), US-amerikanische Motorradrennfahrerin
- Gina Bucher (* 1978), Schweizer Autorin
- Gina Capellmann-Lütkemeier (* 1960), deutsche Dressurreiterin
- Gina Carano (* 1982), US-amerikanische Schauspielerin
- Gina Cigna (1900–2001), italienisch-französische Opernsängerin
- Gina Conrad von Hötzendorf (1879–1961), österreichische Adlige
- Gina Crawford (* 1980), neuseeländische Triathletin
- Gina Dobra (1940–2015), bulgarische Schlagersängerin
- Gina V. D’Orio (* 1976), deutsche Musikerin und Produzentin
- Gina Dowding (* 1962), britische Politikerin
- Gina G (* 1970), australische Popsängerin
- Gina Gershon (* 1962), US-amerikanische Schauspielerin
- Gina Gillespie (* 1951), US-amerikanische Schauspielerin
- Gina Grain (* 1974 in Lachine), kanadische Radsportlerin
- Gina Haller (* 1987), Schweizer Schauspielerin
- Gina Hathorn (* 1946), britische Skirennläuferin
- Gina Hecht (* 1953), US-amerikanische Schauspielerin
- Gina Henkel (* 1980), deutsche Schauspielerin
- Gina Holden (* 1975), kanadische Schauspielerin
- Gina Jacobs (* 1998), deutsche Shorttrackerin
- Gina Janssen (* 1953), deutsche Pornodarstellerin
- Gina Kästele (* 1953), deutsche Psychologin
- Gina Kaus (1893/94–1985), österreichische Schriftstellerin, Übersetzerin und Drehbuchautorin
- Gina Kehr (* 1969), US-amerikanische Triathletin
- Gina Kingsbury (* 1981), ehemalige kanadische Eishockeynationalspielerin
- Gina Kolata (* 1948), US-amerikanische Journalistin
- Gina Köppen (* 1998), deutsche Volleyballspielerin
- Gina Lewandowski (* 1985), US-amerikanische Fußballspielerin
- Gina von Liechtenstein (1921–1989), Fürstin von und zu Liechtenstein
- Gina-Lisa Lohfink (* 1986), deutsches Model
- Gina Lollobrigida (1927–2023), italienische Schauspielerin
- Gina Lückenkemper (* 1996), deutsche Leichtathletin
- Gina Lynn (* 1974), US-amerikanische Pornodarstellerin
- Gina Lisa Maiwald (* 1985), deutsche Schauspielerin
- Gina Manès (1893–1989), französische Schauspielerin
- Gina Mayer (* 1965), deutsche Schriftstellerin
- Gina McCarthy (* 1954), US-amerikanische Politikerin
- Gina Pane (1939–1990), italienische Künstlerin
- Gina Parody (* 1973), kolumbianische Politikerin
- Gina Philips (* 1970), US-amerikanische Schauspielerin
- Gina Pietsch (* 1946), deutsche Sängerin und Schauspielerin
- Gina Raimondo (* 1971), US-amerikanische Politikerin
- Gina Ravera (* 1966), US-amerikanische Schauspielerin
- Gina Regland-Sigstad (1927–2015), ehemalige norwegische Skilangläuferin
- Gina Rinehart (* 1954), australische Unternehmerin
- Gina Rodriguez (* 1984), US-amerikanische Schauspielerin
- Gina Rovere (* 1935), italienische Schauspielerin
- Gina Ruck-Pauquèt (1931–2018), deutsche Schriftstellerin
- Gina Schwarz (* 1968), österreichische Musikerin
- Gina Shay (* 1972), US-amerikanische Filmproduzentin im Animationsfilm
- Gina Sicilia (* 1985), US-amerikanische Blues-, R&B- und Soul-Sängerin, Songwriterin und Musikerin
- Gina Stechert (* 1987), deutsche Skirennläuferin
- Gina Stiebitz (* 1997), deutsche Schauspielerin
- Gina Tognoni  (* 1973), US-amerikanische Schauspielerin
- Gina Torres  (* 1969), US-amerikanische Schauspielerin
- Gina Wendkos (* 1954), US-amerikanische Schriftstellerin und Theaterregisseurin
- Gina Werfel (* 1951), amerikanische Malerin und Lehrerin
- Gina Wetzel (* 1985), deutsche Zeichnerin
- Gina Wild (* 1970), deutsche Pornodarstellerin

### Künstlername
- Gina (Sängerin) (* 1985), österreichische Sängerin

## Nachweise
1. ↑  Gina auf vornamen-weltweit.de
2. 1 2  Duden Vornamenlexikon
3. 1 2  behindthename.com